# La Carrera (Ávila)
La Carrera ist ein zentralspanischer Ort und eine Gemeinde (Municipio) mit 160 Einwohnern (Stand: 2024) (municipio) in der Provinz Ávila in der Autonomen Region Kastilien-León. Neben dem gleichnamigen Hauptort La Carrera gehören die Weiler Cereceda, Lancharejo und Navalmoro zur Gemeinde. 

## Lage und Klima
Die Gemeinde La Carrera liegt auf der Nordseite der Sierra de Gredos im Südwesten der Provinz Ávila in einer Höhe von ca. 1050 m. Die Entfernung nach Ávila beträgt knapp 85 km (Fahrtstrecke) in ostnordöstlicher Richtung. Das Klima ist gemäßigt bis warm; der Regen (1093 mm/Jahr) fällt mit Ausnahme der trockenen Sommermonate übers Jahr verteilt.

## Bevölkerungsentwicklung
| Jahr      | 1970 | 1981 | 1991 | 2001 | 2011 | 2021 |
| Einwohner | 543  | 396  | 356  | 255  | 212  | 163  |

## Sehenswürdigkeiten

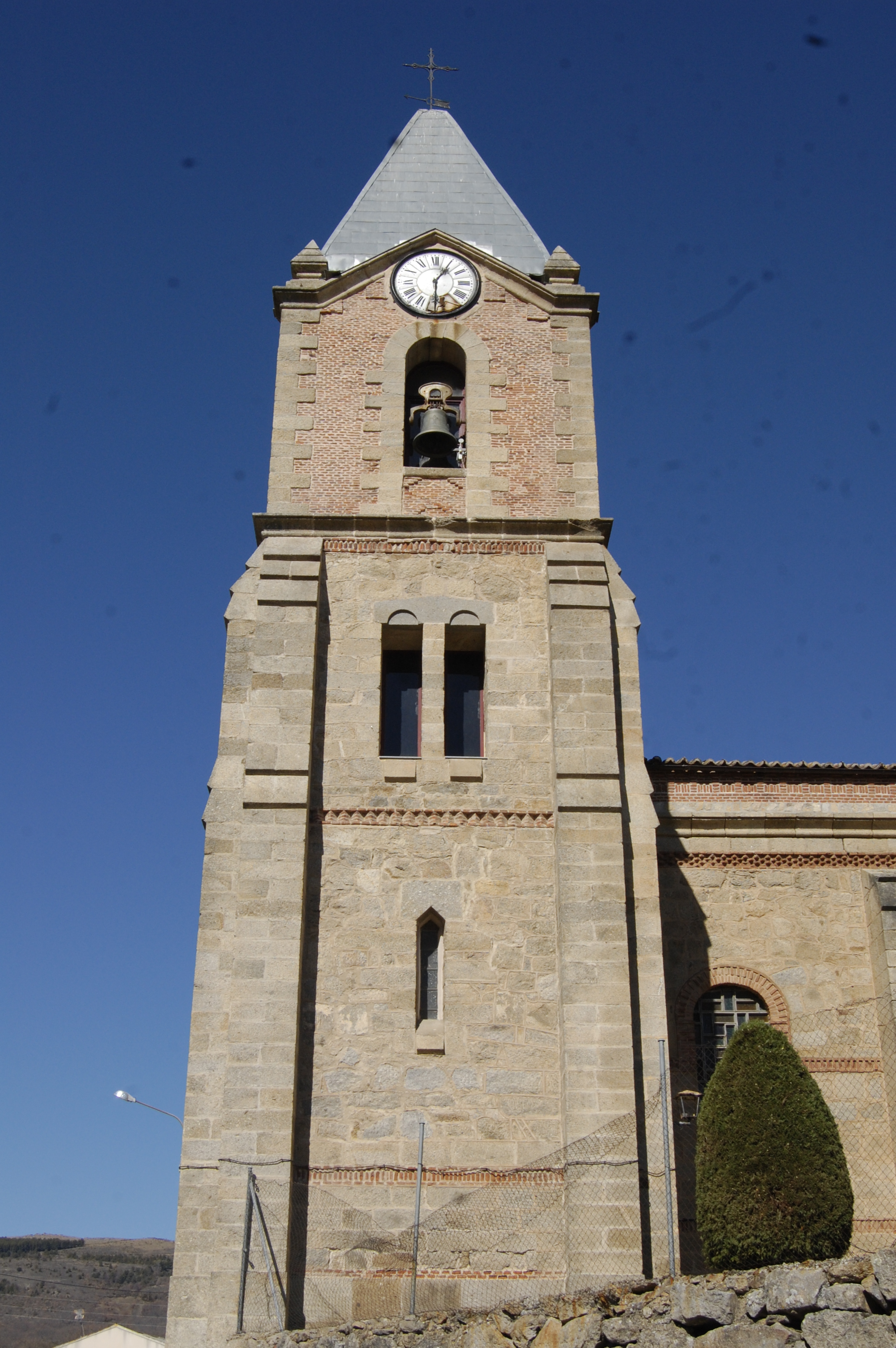
Annenkirche

- Annenkirche